# Инаугурация Улисса Гранта (1873)
Вторая инаугурация Улисса Гранта в качестве Президента США состоялась 4 марта 1873 года. Одновременно к присяге был приведён Генри Уилсон как 18-й вице-президент США. Президентскую присягу проводил Председатель Верховного суда США Салмон Чейз, а присягу вице-президента принимал уходящий вице-президент Шайлер Колфакс.
Генри Уилсон умер через 2,5 года после начала исполнения обязанностей вице-президента, и данная должность оставалась вакантной, поскольку не было конституционного положения, которое позволяло бы занимать должность вице-президента; это впоследствии стало регулироваться Двадцать пятой поправкой, вступившей в силу в 1967 году.

## Церемония
Праздничные мероприятия включали церемонию инаугурации, смотр парада, фейерверк и инаугурационный бал. Перед парадом Грант был доставлен в специально изготовленной чёрной карете и встречен тремя сенаторами. Жена Гранта Джулия следовала в отдельной карете в сопровождении избранного вице-президента Генри Уилсона. Это была одна из самых холодных инаугураций в истории, с температурой в −9 °C (16 °F). Парад в основном состоял из военных рот и оркестров.
После парада главный судья Салмон Чейз провёл президентскую присягу. Грант попросил, чтобы Библия была открыта на Исаия 11, что было символично для взгляда Гранта на послевоенную Америку. В отрывке также упоминался стебель Иессей, дань уважения отцу Гранта, Джесси Руту Гранту. На церемонии Грант сидел в том же кресле, в котором Джордж Вашингтон сидел на церемонии 1789 года. Инаугурационная речь Гранта началась с защиты его политики на юге, заявления о поддержке чернокожих вольноотпущенников и празднования успеха реконструкции. Он также высоко оценил технологические достижения и выступил против своих политических врагов. Выступление Гранта было первым, когда он одобрил предложенный сенатором Чарлзом Самнером законопроект о гражданских правах, в котором Грант одобрил гражданские права чернокожих.

## Галерея

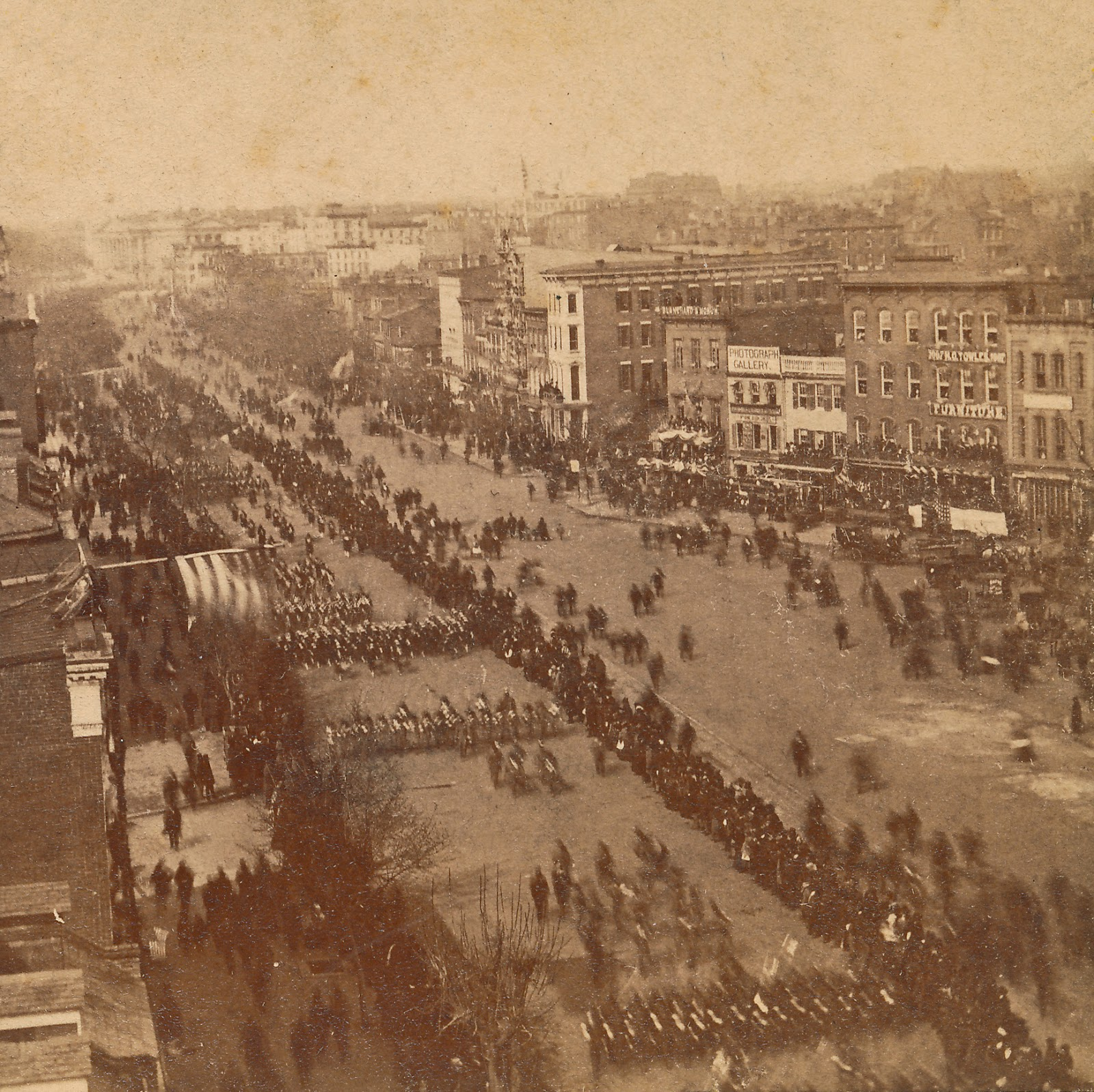
Инаугурационный парад
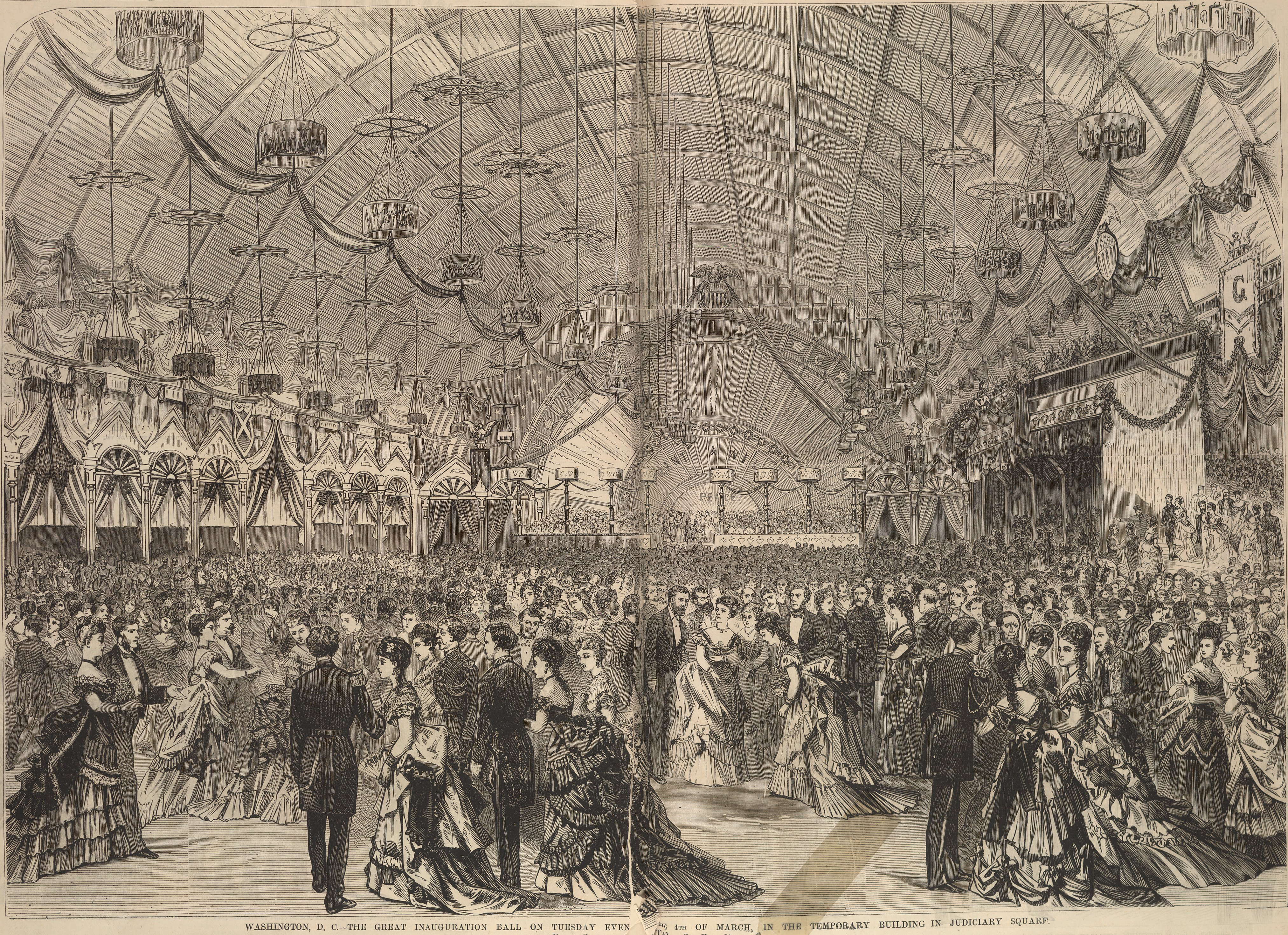
Инаугурационный бал
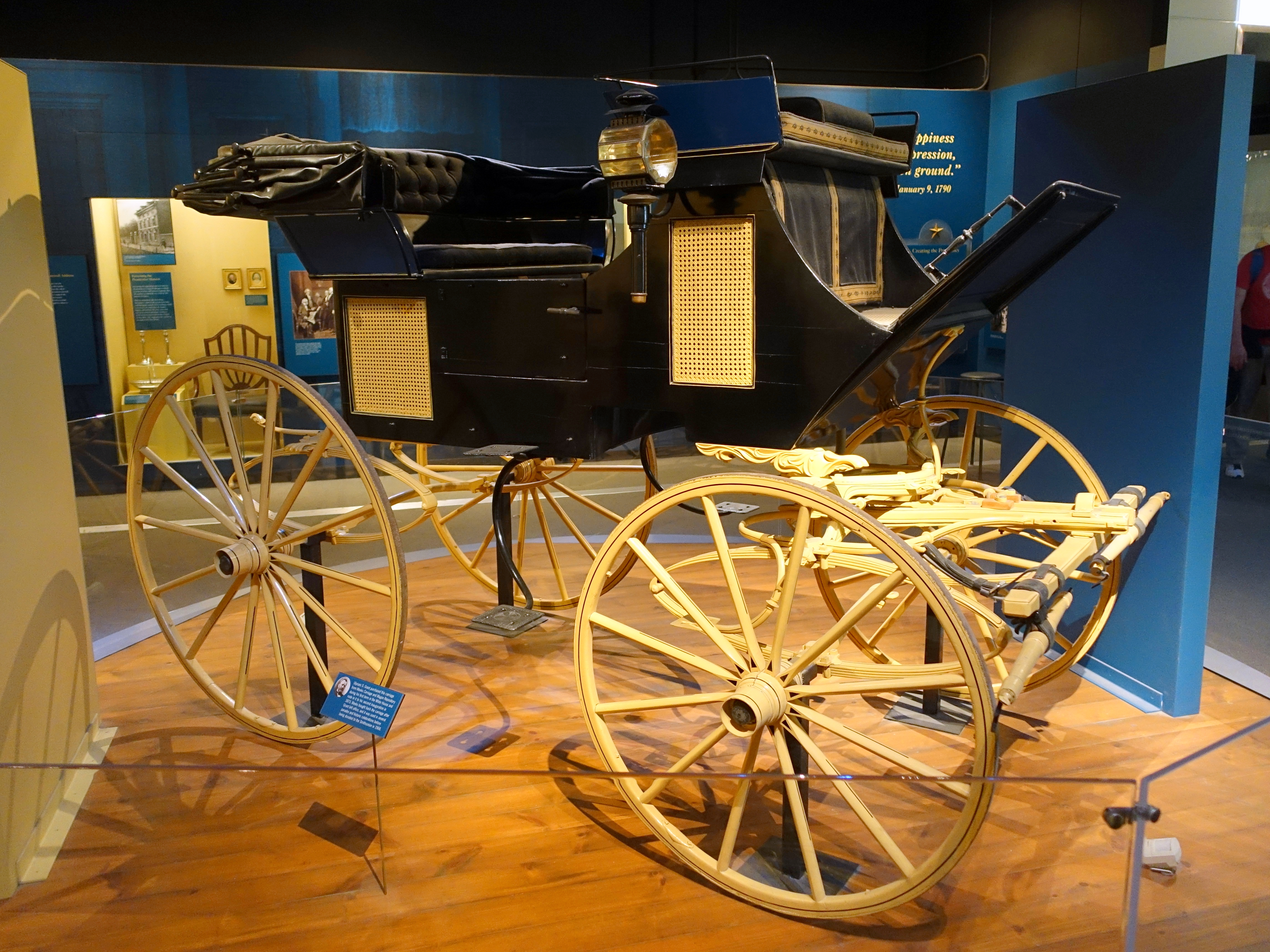
Инагурационная карета Гранта в Национальном музее американской истории, г. Вашингтон